# Матцендорф (Золотурн)
Матцендорф (нім. Matzendorf SO) — громада  в Швейцарії в кантоні Золотурн, округ Таль.

## Географія
Громада розташована на відстані близько 45 км на північ від Берна, 14 км на північний схід від Золотурна.
Матцендорф має площу 11,3 км², з яких на 7,8% дозволяється будівництво (житлове та будівництво доріг), 40,3% використовуються в сільськогосподарських цілях, 51,7% зайнято лісами, 0,2% не є продуктивними (річки, льодовики або гори).

## Демографія
2019 року в громаді мешкало 1340 осіб (+3,9% порівняно з 2010 роком), іноземців було 9,4%. Густота населення становила 119 осіб/км².
За віковим діапазоном населення розподілялося таким чином: 19,6% — особи молодші 20 років, 62,6% — особи у віці 20—64 років, 17,8% — особи у віці 65 років та старші. Було 561 помешкань (у середньому 2,3 особи в помешканні).
Із загальної кількості 434 працюючих 68 було зайнятих в первинному секторі, 137 — в обробній промисловості, 229 — в галузі послуг.